# Montes da Senhora
Montes da Senhora ist eine Gemeinde (Freguesia) im portugiesischen Kreis Proença-a-Nova. In ihr leben 625 Einwohner (Stand 19. April 2021).